# Cosmovisiones
Cosmovisiones es el tercer álbum de estudio de la banda mexicana Comisario Pantera. Salió a la venta el 23 de junio de 2017 en formato físico y digital en México. Fue escrito por el vocalista de la banda; Darío Vital. Fue producido por el músico argentino Sebastián Krys y se distribuyo a través de EMI Music México.Con este álbum fueron nominados por primera vez a los Premios Grammy Latinos por mejor álbum pop/rock.
Se compone de once canciones originales, del cual se extrajeron sencillos como «Volveré» y «Cuarto obscuro». Aunque también destacaron sencillos como «Corre amor» que logró certificación de oro otorgado por la Asociación Mexicana de Productores de Fonogramas y Videogramas (AMPROFON) e «Historia» que contó con la participación de Santi Balmes de Love of Lesbian.    

## Antecedentes
La Real Academia Española define «cosmovisión» como la visión o concepción del universo. El Plaza Condesa fue el escenario de la presentación del universo musical del álbum. El evento comenzó con la actuación de Lanza Internacional, una nueva banda formada por los hermanos Durán, exintegrantes de Los Bunkers. «Cosmovisiones» se refiere a una forma particular de percibir e interpretar el universo. Este disco fue producido por Sebastián Krys, Juan de Dios Martín y Pablo Romero, quienes son reconocidos por su trabajo con bandas como Kinky, Amaral y Árbol. Se trató del primer disco sin su bajista original, Iván Vidauri y con la inclusión de Marcos Brown, remplazandolo.

## Recepción
En el sitio web Rate Your Music recibió una puntuación de 3.50 sobre 5 estrellas.

## Lista de canciones
| Lista de canciones |                             |                            |          |  |
| N.º                | Título                      | Escritor(es)               | Duración |  |
| 1.                 | «Abre la ventana»           | Darío Vital                | 2:59     |  |
| 2.                 | «Volveré»                   | Darío Vital · Roger Dávila | 2:39     |  |
| 3.                 | «¿Qué pasará mañana?»       | Darío Vital                | 3:09     |  |
| 4.                 | «Corre amor»                | Darío Vital                | 3:14     |  |
| 5.                 | «Cuarto obscuro»            | Darío Vital                | 2:58     |  |
| 6.                 | «De cuando te conocí»       | Darío Vital                | 2:41     |  |
| 7.                 | «Cuando nos faltes tú»      | Darío Vital                | 2:52     |  |
| 8.                 | «No hagas caso de la gente» | Darío Vital                | 3:52     |  |
| 9.                 | «De cuando el cielo perdí»  | Darío Vital                | 3:10     |  |
| 10.                | «Historia»                  | Darío Vital                | 3:18     |  |
| 11.                | «¿Qué ganabas?»             | Darío Vital                | 3:17     |  |
| 34:09              |                             |                            |          |  |

## Nominaciones
| Año  | Entrega        | Categoría            | Nominación    | Resultado | Ref.   |
| ---- | -------------- | -------------------- | ------------- | --------- | ------ |
| 2018 | Grammy Latinos | Mejor álbum pop/rock | Cosmovisiones | Nominado  | [ 10 ] |

## Historial de lanzamiento
| País   | Fecha               | Formato(s)            | Sello            | Ref.   |
| ------ | ------------------- | --------------------- | ---------------- | ------ |
| México | 23 de junio de 2017 | CD + Descarga digital | EMI Music México | [ 11 ] |